# Flor do Mar
Flor do Mar é uma telenovela portuguesa produzida pela Plural Entertainment e exibida pela TVI, entre 17 de novembro de 2008 e 8 de novembro de 2009, em 281 episódios, substituindo A Outra e antecedendo Meu Amor. Da autoria de Maria João Mira, escrita com António Barreira e André Ramalho, tem, como cenário principal, a Ilha da Madeira, sendo, também, gravada em Lisboa, Porto Santo, Deserta Grande e África do Sul, mais precisamente na Cidade do Cabo. Faz parte do top 10 das telenovelas mais longas, sendo que em primeiro lugar está A Única Mulher (com 3 temporadas), seguida de Anjo Selvagem.
Conta com Sofia Alves, Paula Lobo Antunes, Rogério Samora, Nuno Homem de Sá, Helena Laureano, Almeno Gonçalves, Helena Isabel, Pedro Teixeira, Sara Barradas, Cucha Carvalheiro e Maria João Bastos nos papéis principais.
A telenovela foi reexibida entre 23 de Junho de 2014 e 22 de Maio de 2015, ao longo de 230 episódios, ao início da tarde, na TVI. Substituiu A Outra e foi substituída por Fascínios.
Foi reposta no canal TVI Ficção entre 5 de maio de 2014 e 17 de fevereiro de 2015, em 248 episódios, retomando o horário das 19h00 e sendo substituída por Remédio Santo.
Foi reposta novamente naquele canal entre  2 de março de 2017 e 2 de janeiro de 2018, em 258 episódios substituindo Mar de Paixão e antecedendo Sentimentos.

## Sinopse
Entre a ilha da Madeira e a África do Sul, uma história de uma família que foi separada no passado por uma guerra entre irmãos. Após 25 anos de ódio, Alfredo Neto (Nicolau Breyner), o mais velho de três irmãos que tinha emigrado para a África do Sul, morre num assalto a um supermercado e escreve uma carta onde conta toda a verdade desde o início da briga dos seus irmãos Eduardo Neto (Nuno Homem de Sá) e Gaspar Neto (Rogério Samora), deixa esta carta nas mãos da sua filha adoptiva Salomé Neto (Paula Lobo Antunes) que volta para a ilha da Madeira, furiosa por ter sido deserdada pelo pai. Faz chantagem com Gaspar para conseguir roubar a parte da herança que foi dada à sua irmã mais nova, Maria Inês Neto (Sara Barradas). Maria Inês apaixona-se por Pedro Gouveia (Pedro Teixeira), filho de Carolina Camacho Gouveia (Helena Laureano) e André Gouveia (Almeno Gonçalves) que vive um drama familiar cujo culpado, André, trocou-o na maternidade e, após 20 anos, não sabe onde pára o seu verdadeiro filho, o casal tem mais um filho, Tiago Gouveia (Nuno Janeiro) que é um toxicodependente. André teve a ajuda de Célia (Elizabete Piecho) para trocar os bebés na clínica, cujos donos e presidentes são Lourenço Andrade (Guilherme Filipe) e Pilar Azevedo Andrade (Cristina Homem de Mello). 
Na ilha da Madeira, mais propriamente, em São Vicente vive-se um ambiente de cumplicidade entre vizinhos e família. As irmãs Cardosas, Valéria Cardoso (Maria D'Aires) e Claudina Cardoso (Delfina Cruz), metem-se em tudo e na vida de todos são as chamadas bilhardeiras, mas Valéria tem bom coração e esconde um segredo, conhece um rapaz com ligeira deficiência mental que é pai da filha de Laura Neto (Jessica Athayde) que procura incessantemente a sua filha por toda a ilha. Laura tem uma irmã, Diana Neto (Sara Prata), que também sabe onde se encontra a filha da sua irmã. Diana e Laura são filhas de Gaspar e de Margarette, que, quando casou com Gaspar já tinha dois filhos: Sarah Murphy Camacho (Núria Madruga) e George Murphy (Jorge Corrula). Sarah é uma mulher superciumenta que está casada com Filipe Camacho (Rodrigo Menezes) e têm uma filha em comum. Mercês Neto (Cucha Carvalheiro) sabe de toda a história que separou os irmãos e guarda segredo juntamente com Rita (Teresa Gedge), uma freira.
Jacinto Nicolau (Nuno Melo) e Branca Nicolau (Julie Sargeant) são casados e têm três filhos: Joel Nicolau (Pedro Carvalho), que é apaixonado por Olívia Neto (Victoria Guerra), Rui Nicolau (Sisley Dias), um craque da bola e Tozé Nicolau (Miguel Bogalho), um marginal que ganha dinheiro a traficar droga. Esta família é unida mas Jacinto por vezes toma a bebedeira e bate na mulher e nos filhos.
Já em Lisboa, Ana Maria Torres (Sofia Alves) vive um clima de fuga depois de ter descoberto que Gustavo Mello e Silva (Ricardo Carriço) não é quem pensava, mas sim um crápula e um psicopata que quer casar e ficar para sempre com ela. Acaba por fugir para a Madeira onde conhece Gaspar que se apaixona por ela, mas ela por Eduardo, com isto voltando à mesma história que separou os irmãos há 25 anos.
A meio da trama, Ana Maria é assassinada com um tiro no peito e várias personagens são suspeitas do crime (Gaspar, Salomé, Gustavo, Lourenço, Jacinto, Petra, Sarah, Tiago e Carolina). No final descobre-se que quem matou Ana Maria foi a tia de Gaspar e Eduardo, Mercês, numa tentativa de acabar com as guerras entre os dois irmãos.

## Elenco principal
- Paula Lobo Antunes - Salomé Neto (Antagonista)
- Sofia Alves - Ana Maria Torres (Protagonista)
- Nuno Homem de Sá - Eduardo Neto (Protagonista)
- Rogério Samora (†) - Gaspar Neto (Protagonista)
- Helena Laureano - Carolina Camacho Gouveia (Co-protagonista)
- Almeno Gonçalves - André Gouveia (Co-protagonista)
- Helena Isabel - Petra Freitas (Co-protagonista)
- Guilherme Filipe - Lourenço Andrade (Elenco principal)
- Cristina Homem de Mello - Pilar Azevedo Andrade (Elenco principal)
- Ricardo Carriço - Gustavo Mello e Silva (Antagonista)
- Nuno Melo - Jacinto Nicolau (Elenco principal)
- Julie Sargeant - Branca Nicolau (Elenco principal)
- Maria D'Aires - Valéria Cardoso (Elenco principal)
- Pedro Teixeira - Pedro Gouveia/Freitas (Co-protagonista)
- Sara Barradas - Maria Inês Neto (Co-protagonista)
- Jorge Corrula - George Murphy (Elenco principal)
- Rodrigo Menezes (†) - Filipe Camacho (Elenco principal)
- Anabela Teixeira - Júlia Pintadinho (Elenco principal)
- Núria Madruga - Sarah Murphy Camacho (Elenco principal)
- Sara Prata - Diana Neto (Elenco principal)
- Pedro Caeiro - Alexandre (Alex) Justino/Gouveia (Elenco principal)
- Hugo Sequeira - Manuel (Manel) Gato (Co-antagonista)
- Jessica Athayde - Laura Neto (Elenco principal)
- Hugo Tavares - Rodrigo Azevedo (Elenco principal)
- Teresa Tavares - Lurdes (Lurdinhas) (Elenco principal)
- Teresa Macedo - Rafaela Neto (Co-Antagonista)
- Ricardo Castro - Carlos (Cárlitos) Cardoso (Elenco principal)
- Victoria Guerra - Olívia Neto (Elenco principal)
- Miguel Bogalho - António José (Tozé) Nicolau (Elenco principal)
- Nuno Janeiro - Tiago Gouveia (Elenco principal)
- Pedro Carvalho - Joel Nicolau (Elenco principal)
- Élvio Camacho - Padre Miguel (Miguelinho) (Elenco principal)
- Sisley Dias - Rui Nicolau (Elenco principal)

Actrizes Convidada
- Cucha Carvalheiro - Mercês Neto (Coadjuvante)
- Delfina Cruz (†) - Claudina (Laudina) Cardoso (Elenco principal)

Participação especial
- Nicolau Breyner (†) - Alfredo Neto (Protagonista)
- Joaquim Rosa - Padre Mariano (Participação Especial)
- Maria João Bastos - Gabriela (Co-protagonista)

Elenco Infantil
- Maria Carolina - Flora Neto Justino/Gouveia
- Raquel Reis - Margarida Murphy Camacho
- Guilherme Peralta - Gonçalo Azevedo Andrade

Elenco 1983 e 1985
- Mário Bomba - Alfredo Neto (Protagonista)
- Nuno Pardal - Gaspar Neto (Protagonista)
- Duarte Gomes - Eduardo Neto (Protagonista)
- Lúcia Custódio - Carolina Gouveia (Co-protagonista)
- Vasco Antunes - André Gouveia (Co-protagonista)
- Oceana Basílio - Petra Freitas (Co-protagonista)
- Gonçalo Neto - Lourenço Andrade (Elenco adicional)
- Rita Ruaz - Célia Antunes (Elenco adicional)
- Vanessa Martins - Lúcia Ramos (Elenco adicional)

## Elenco de apoio
- Adriana Barral
- Bernardete Vieira
- Carlos Oliveira - Júlio
- Carloto Cotta - Ricardo
- Cristina Oliveira - Raquel
- Elisabete Piecho - Célia Antunes
- Elisa Lisboa - Quinita
- Gonçalo Portela
- Isabel Francisco
- Isabel Simões
- Joana Pita da Silva - Professora de Flora
- Jorge Silva
- José Carlos Abreu
- Juan Gabriel Soutullo - César Ribeiro
- Licínio França - Aventino
- Marina Rodrigues - Suzy
- Melânia Gomes - Isabel Dias
- Roberto Candeias - Cristóvão
- Rui Jesus
- Rui de Sá - Advogado
- Samuel Noronha - Sergio
- Sérgio Silva - Carlos
- Teresa Gedge - Josefa Neto / Irmã Rita
- Wagner Borges

## Banda Sonora
CD1
1. João Portugal - Foste Tu (Tema do Genérico)
2. André Sardet - Adivinha Quanto Eu Gosto de Ti (Tema de Alex e Diana)
3. Colbie Caillat - Midnight Bottle (Tema de Pedro e Maria Inês)
4. Tim - Hora das Gaivotas (Tema Madeira)
5. James Morrison - You Make It Real (Tema de Ana Maria)
6. Per7ume - Versos de Amor (Tema de Salomé)
7. Donna Maria - Vinho do Porto (Tema de Jacinto)
8. Angélico Vieira - Saudade (Part. Rita Pereira)
9. Olga Sotto com Olavo Bilac - O Que Te Dou é Sempre Teu (Tema de Lourenço e Pilar)
10. Paulo de Carvalho com Mariza - O Meu Mundo Inteiro (Tema de Gaspar)
11. Susana Félix - Um Lugar Encantado (Acústica,versão 2008) (Tema de Diana)
12. Sinal - Vivemos Sempre à Espera (Tema de George e Maria Inês)
13. Classificados - Ela Era Só Mais Uma (Tema de Gabriela)
14. Pedro Vaz - O Meu Ponto Final (Tema Madeira)
15. Vintém - Quem Será Que Eu Vou Ver
16. Klepht - Embora Doa (Tema de Carolina e André)
17. Mafalda Arnauth - O Mar Fala de Ti (Tema de Eduardo)
18. Hélder Moutinho - Tenho Uma Onda no Mar (Tema Madeira)

CD2
1. Delfins - Estou a Acenar da Janela (Tema de Pedro)
2. Vintém - Ansiedade
3. João Portugal - Quero Mais (De Nós)
4. Pólo Norte - Aprender a Ser Feliz
5. Luiz e a Lata - Palavras Ocas
6. Kika - Fina Flor (Tema de Carolina)
7. Gil do Carmo - Mulher de Negro (Tema de Branca)
8. Os Azeitonas - Queixa a Cupido (Tema de Carlitos)
9. Marco Medeiros - Capítulo Final
10. Massala - Voar por aí (Tema de Rafaela)
11. Pedro Vaz - À Espera de Ti
12. Miosótis - Porto D'Areia
13. António Cassapo - Nudez
14. Kyrios - Que Tu Assim Sejas (Tema de Flora e Alex)
15. Jorge Vadio - Vai Amar Lisboa (Tema Lisboa)
16. Carina Freitas - Alquimia, Segredo Guardado

Músicas Adicionais
1. Milena Mateus - Tanto tempo
2. Pedro Abrunhosa - Balada de Gisberta
3. Virgem Suta - Ficou Tanto por Dizer (Tema de Sarah e Filipe)
4. Pedro Miguéis - Será Sempre Um Olhar
5. Gil do Carmo - Madres de Goa (Tema Madeira)
6. Susana Félix - A Idade do Céu
7. Amy McDonald - This is The Life
8. Virgem Suta - Viver (Tema de Valéria)"
9. Filipa Cardozo - Maria triste (Tema de Claudina)

## Suspeitos da morte de Ana Maria
- Salomé - Ana Maria estava a começar a investigar a morte da irmã Rita, o desaparecimento da irmã Rosa e todos os crimes da vilã, o que poderia pôr Salomé na cadeia. Além disso, Salomé já provou que elimina qualquer pessoa que se atravesse no seu caminho. Torna-se, então, a culpada mais óbvia.;

- Gaspar - Apaixonou-se por Ana Maria, até que Gaspar a apanha com Eduardo, na cama, voltando à mesma história de há 25 anos que separou os dois irmãos. Além disso, há quem tenha dito que Gaspar não aguentou o facto de ter sido traído, mais uma vez, pelo irmão e que ele matou Ana Maria, para aliviar a consciência;

- Petra - Eterna apaixonada pelo patrão, Petra nunca gostou de Ana Maria e passou a odiá-la ainda mais, quando ela se envolve com Eduardo, estragando a vida de Gaspar, tendo, daí, uma razão para a matar;

- Gustavo - Apaixonado por Ana Maria, Gustavo jurou nunca desistir dela e vingar-se da mulher, por ela o ter abandonado e trocado por Gaspar e por Eduardo;

- Carolina - Ana Maria descobre os exames que provam que Carolina nunca esteve amnésica, e, se Ana Maria contasse a todos que Carolina está a fingir a amnésia, o plano dela para se vingar de André ia por água abaixo, tendo ela uma razão para a matar;

- Jacinto - Ao descobrir que Ana Maria é a sua irmã, Jacinto descobre que, com a morte dela, pode herdar muitas terras deixadas pelos pais. Assim, Jacinto pode muito bem ter morto Ana Maria por ganância;

- Sarah - Nunca olhou para Ana Maria com bons olhos e mais tarde acha que o marido é amante de Ana Maria. Portanto, Sarah pode ter morto Ana Maria por ciúmes;

- Tiago - Ana Maria descobre que afinal, ao contrário do que toda a gente pensa, Tiago continua a drogar-se e que Salomé lhe patrocina o vício, tendo Tiago uma razão para a calar;

- Lourenço - Ana Maria tem em sua posse um CD com a confissão da Enfermeira Célia, no qual ela conta que, quando Lourenço tinha a clínica de Lisboa, escondia um negócio de barrigas de aluguer e  que ele ajudou André a trocar os bebés de Petra e de Carolina. Com isto, Ana Maria ameaçou Lourenço, dizendo que o iria denunciar à polícia, tendo, assim, Lourenço uma forte razão para a matar;

- Manel Gato - Desde que chegou à Madeira, tornou-se cúmplice de Salomé. Portanto, a vilã pode muito bem ter mandado Manel Gato ir a casa da médica e acabar com ela;

- Mercês - Embora a tia de Gaspar e Eduardo não constasse da lista de suspeitos da inspetora Júlia, a matriarca acabou por confessar que matou Ana Maria, na tentativa de evitar o ódio entre os sobrinhos, que, tal como acontecera há vinte e cinco anos, fora espoletado pelo amor à mesma mulher.

## Audiência
Na sua estreia, alcançou 18.6% de audiência média e 44.6% de share. O derradeiro episódio, exibido a 8 de novembro de 2009, foi visto por 17.5% de audiência média e 40.2% de share.